# Вал (Рихнов на Књежној)
Вал (чеш. Val) је насељено мјесто са административним статусом сеоске општине (чеш. obec) у округу Рихнов на Књежној, у Краловехрадечком крају, Чешка Република.

## Становништво
Према подацима о броју становника из 2014. године насеље је имало 297 становника.